# Компост

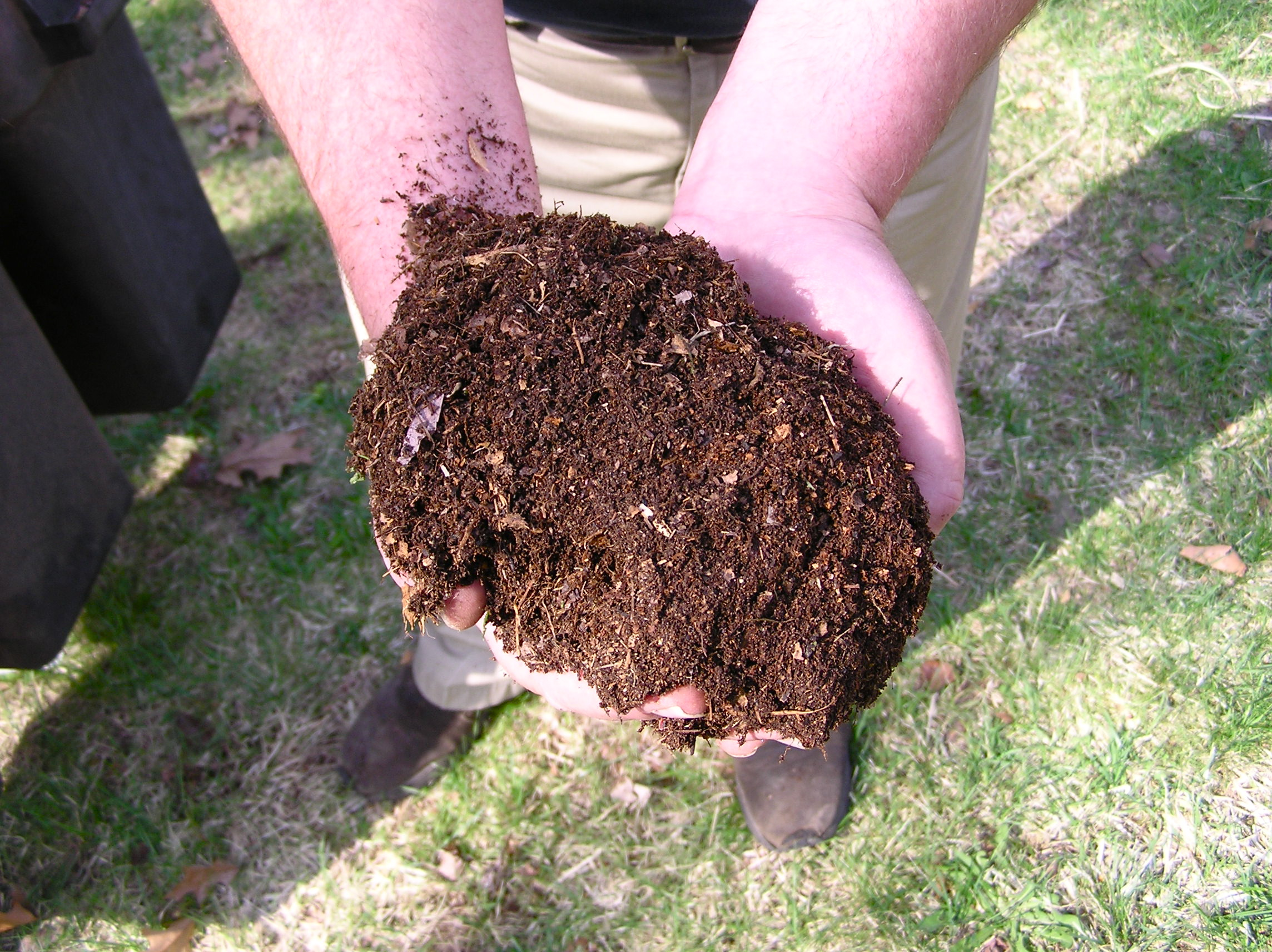
Компост

Компост (нім. kompost, італ. composta, від лат. compositus — «складовий») — органічні добрива, що утворилися внаслідок розкладання органічних речовин мікроорганізмами.

## Приготування компосту

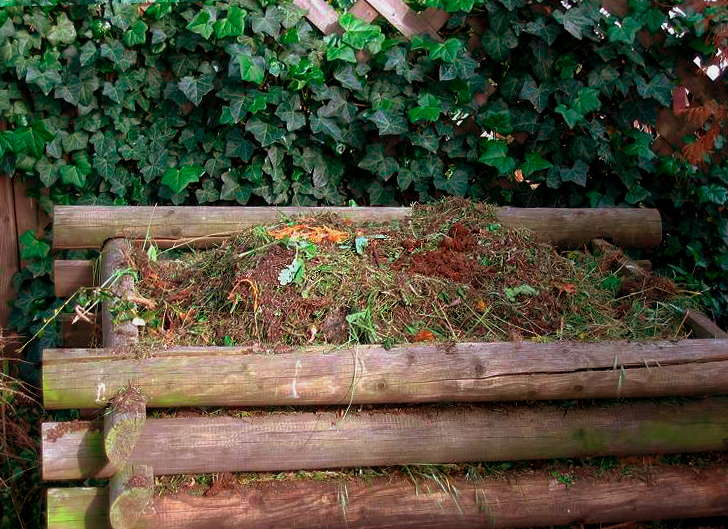
Компостна купа

Для виготовлення компосту використовують відходи рослинництва (бур'ян, листя, зіпсовані овочі та фрукти), а також фекалії, деякі види сміття, відходи м'ясного виробництва тощо.
Масу для виготовлення компосту складують у великі купи або закладають у спеціальні резервуари таким чином, щоб забезпечити добру вентиляцію. Для забезпечення діяльності мікроорганізмів складену компостну купу періодично зволожують. Під час компостування температура всередині купи підвищується внаслідок діяльності мікроорганізмів. Процес триває від декількох тижнів до кількох років залежно від сировини.
При компостуванні в органічній масі підвищується вміст доступних для рослин елементів живлення (азоту, фосфору, калію тощо), знешкоджуються патогенні мікроорганізми та гельмінти, зменшується кількість целюлози, геміцелюлози та пектину (викликають перехід розчинних форм азоту та фосфору в органічні форми, які менше засвоюються рослинами).
Готовий компост має запах та колір ґрунту.
Наразі єдиний і безпечний метод боротьби з опалим листям — компостування. Цей процес дуже популярний в Європі, він перетворює суху рослинність на екологічне  добриво.

## Використання
Використовують як добриво під будь-які види сільськогосподарських рослин у розрахунку 15 — 40 т/га. Компост поліпшує структуру ґрунту, а також сприяє розмноженню дощових червів, діяльність яких дуже корисна для рослин. Утилізація органічних речовин шляхом компостування не забруднює довкілля.

## Компостування в Україні

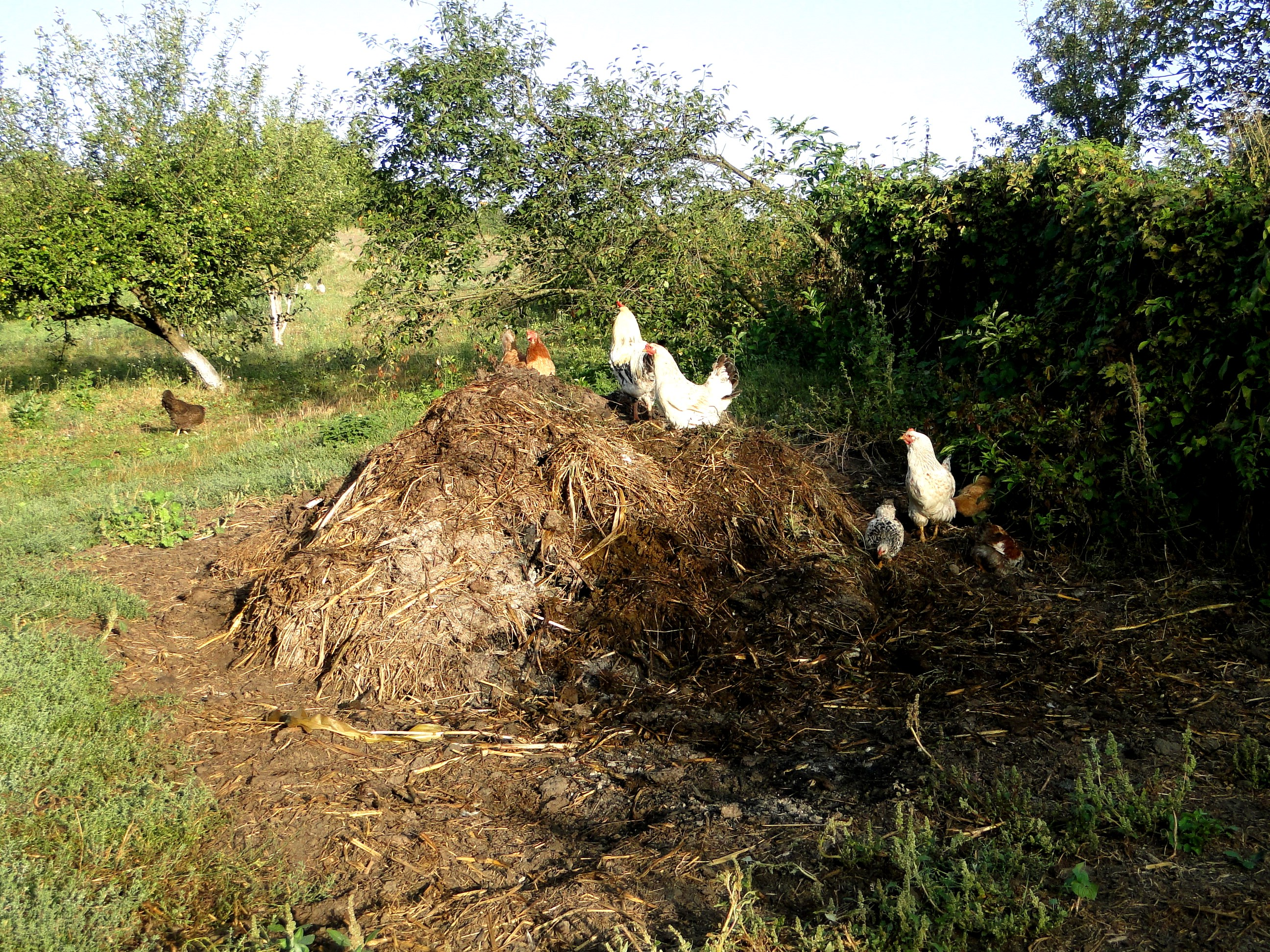
Традиційний спосіб компостування

Влітку 2020 року у Львові відкрили першу в Україні пілотну компостувальну станцію для перероблювання органічних решток на компост. Львівська міська рада виставляє добрива на продаж через систему державних закупівель PROZZORO. 50 тонн львівського компосту вже продали.
Для України це перший досвід продажу продуктів із перероблених відходів. Після отримання відповідних сертифікатів львівський компост планують реалізовувати через торговельну мережу.